# Herbert Ahues
Herbert Ahues (Berlino, 2 marzo 1922 – Brema, 11 luglio 2015) è stato un compositore di scacchi tedesco.
Ha composto soprattutto problemi in due mosse, ed è considerato in questo campo il più importante problemista tedesco. Ha pubblicato circa 3500 lavori, ottenendo oltre 400 premiazioni. Molti suoi problemi sono stati pubblicati negli Album FIDE.
Proveniente da una famiglia di scacchisti, nel suo libro « Meine besten Schachprobleme »  scrive:
Nel 1962 ottenne dalla FIDE il titolo di Giudice internazionale della composizione e nel 1989 di Grande Maestro della composizione.
Due suoi problemi:
|   | a | b | c | d | e | f | g | h |   |
| 8 | d8 alfiere del bianco · e8 donna del bianco · h8 cavallo del nero · f7 pedone del nero · h7 alfiere del bianco · a6 torre del bianco · b6 alfiere del nero · d5 pedone del nero · e5 cavallo del bianco · g5 cavallo del bianco · h5 pedone del nero · d4 pedone del nero · f4 re del nero · c3 torre del nero · d3 pedone del nero · g3 torre del bianco · h3 re del bianco · e1 cavallo del nero | d8 alfiere del bianco · e8 donna del bianco · h8 cavallo del nero · f7 pedone del nero · h7 alfiere del bianco · a6 torre del bianco · b6 alfiere del nero · d5 pedone del nero · e5 cavallo del bianco · g5 cavallo del bianco · h5 pedone del nero · d4 pedone del nero · f4 re del nero · c3 torre del nero · d3 pedone del nero · g3 torre del bianco · h3 re del bianco · e1 cavallo del nero | d8 alfiere del bianco · e8 donna del bianco · h8 cavallo del nero · f7 pedone del nero · h7 alfiere del bianco · a6 torre del bianco · b6 alfiere del nero · d5 pedone del nero · e5 cavallo del bianco · g5 cavallo del bianco · h5 pedone del nero · d4 pedone del nero · f4 re del nero · c3 torre del nero · d3 pedone del nero · g3 torre del bianco · h3 re del bianco · e1 cavallo del nero | d8 alfiere del bianco · e8 donna del bianco · h8 cavallo del nero · f7 pedone del nero · h7 alfiere del bianco · a6 torre del bianco · b6 alfiere del nero · d5 pedone del nero · e5 cavallo del bianco · g5 cavallo del bianco · h5 pedone del nero · d4 pedone del nero · f4 re del nero · c3 torre del nero · d3 pedone del nero · g3 torre del bianco · h3 re del bianco · e1 cavallo del nero | d8 alfiere del bianco · e8 donna del bianco · h8 cavallo del nero · f7 pedone del nero · h7 alfiere del bianco · a6 torre del bianco · b6 alfiere del nero · d5 pedone del nero · e5 cavallo del bianco · g5 cavallo del bianco · h5 pedone del nero · d4 pedone del nero · f4 re del nero · c3 torre del nero · d3 pedone del nero · g3 torre del bianco · h3 re del bianco · e1 cavallo del nero | d8 alfiere del bianco · e8 donna del bianco · h8 cavallo del nero · f7 pedone del nero · h7 alfiere del bianco · a6 torre del bianco · b6 alfiere del nero · d5 pedone del nero · e5 cavallo del bianco · g5 cavallo del bianco · h5 pedone del nero · d4 pedone del nero · f4 re del nero · c3 torre del nero · d3 pedone del nero · g3 torre del bianco · h3 re del bianco · e1 cavallo del nero | d8 alfiere del bianco · e8 donna del bianco · h8 cavallo del nero · f7 pedone del nero · h7 alfiere del bianco · a6 torre del bianco · b6 alfiere del nero · d5 pedone del nero · e5 cavallo del bianco · g5 cavallo del bianco · h5 pedone del nero · d4 pedone del nero · f4 re del nero · c3 torre del nero · d3 pedone del nero · g3 torre del bianco · h3 re del bianco · e1 cavallo del nero | d8 alfiere del bianco · e8 donna del bianco · h8 cavallo del nero · f7 pedone del nero · h7 alfiere del bianco · a6 torre del bianco · b6 alfiere del nero · d5 pedone del nero · e5 cavallo del bianco · g5 cavallo del bianco · h5 pedone del nero · d4 pedone del nero · f4 re del nero · c3 torre del nero · d3 pedone del nero · g3 torre del bianco · h3 re del bianco · e1 cavallo del nero | 8 |
| 7 | d8 alfiere del bianco · e8 donna del bianco · h8 cavallo del nero · f7 pedone del nero · h7 alfiere del bianco · a6 torre del bianco · b6 alfiere del nero · d5 pedone del nero · e5 cavallo del bianco · g5 cavallo del bianco · h5 pedone del nero · d4 pedone del nero · f4 re del nero · c3 torre del nero · d3 pedone del nero · g3 torre del bianco · h3 re del bianco · e1 cavallo del nero | d8 alfiere del bianco · e8 donna del bianco · h8 cavallo del nero · f7 pedone del nero · h7 alfiere del bianco · a6 torre del bianco · b6 alfiere del nero · d5 pedone del nero · e5 cavallo del bianco · g5 cavallo del bianco · h5 pedone del nero · d4 pedone del nero · f4 re del nero · c3 torre del nero · d3 pedone del nero · g3 torre del bianco · h3 re del bianco · e1 cavallo del nero | d8 alfiere del bianco · e8 donna del bianco · h8 cavallo del nero · f7 pedone del nero · h7 alfiere del bianco · a6 torre del bianco · b6 alfiere del nero · d5 pedone del nero · e5 cavallo del bianco · g5 cavallo del bianco · h5 pedone del nero · d4 pedone del nero · f4 re del nero · c3 torre del nero · d3 pedone del nero · g3 torre del bianco · h3 re del bianco · e1 cavallo del nero | d8 alfiere del bianco · e8 donna del bianco · h8 cavallo del nero · f7 pedone del nero · h7 alfiere del bianco · a6 torre del bianco · b6 alfiere del nero · d5 pedone del nero · e5 cavallo del bianco · g5 cavallo del bianco · h5 pedone del nero · d4 pedone del nero · f4 re del nero · c3 torre del nero · d3 pedone del nero · g3 torre del bianco · h3 re del bianco · e1 cavallo del nero | d8 alfiere del bianco · e8 donna del bianco · h8 cavallo del nero · f7 pedone del nero · h7 alfiere del bianco · a6 torre del bianco · b6 alfiere del nero · d5 pedone del nero · e5 cavallo del bianco · g5 cavallo del bianco · h5 pedone del nero · d4 pedone del nero · f4 re del nero · c3 torre del nero · d3 pedone del nero · g3 torre del bianco · h3 re del bianco · e1 cavallo del nero | d8 alfiere del bianco · e8 donna del bianco · h8 cavallo del nero · f7 pedone del nero · h7 alfiere del bianco · a6 torre del bianco · b6 alfiere del nero · d5 pedone del nero · e5 cavallo del bianco · g5 cavallo del bianco · h5 pedone del nero · d4 pedone del nero · f4 re del nero · c3 torre del nero · d3 pedone del nero · g3 torre del bianco · h3 re del bianco · e1 cavallo del nero | d8 alfiere del bianco · e8 donna del bianco · h8 cavallo del nero · f7 pedone del nero · h7 alfiere del bianco · a6 torre del bianco · b6 alfiere del nero · d5 pedone del nero · e5 cavallo del bianco · g5 cavallo del bianco · h5 pedone del nero · d4 pedone del nero · f4 re del nero · c3 torre del nero · d3 pedone del nero · g3 torre del bianco · h3 re del bianco · e1 cavallo del nero | d8 alfiere del bianco · e8 donna del bianco · h8 cavallo del nero · f7 pedone del nero · h7 alfiere del bianco · a6 torre del bianco · b6 alfiere del nero · d5 pedone del nero · e5 cavallo del bianco · g5 cavallo del bianco · h5 pedone del nero · d4 pedone del nero · f4 re del nero · c3 torre del nero · d3 pedone del nero · g3 torre del bianco · h3 re del bianco · e1 cavallo del nero | 7 |
| 6 | d8 alfiere del bianco · e8 donna del bianco · h8 cavallo del nero · f7 pedone del nero · h7 alfiere del bianco · a6 torre del bianco · b6 alfiere del nero · d5 pedone del nero · e5 cavallo del bianco · g5 cavallo del bianco · h5 pedone del nero · d4 pedone del nero · f4 re del nero · c3 torre del nero · d3 pedone del nero · g3 torre del bianco · h3 re del bianco · e1 cavallo del nero | d8 alfiere del bianco · e8 donna del bianco · h8 cavallo del nero · f7 pedone del nero · h7 alfiere del bianco · a6 torre del bianco · b6 alfiere del nero · d5 pedone del nero · e5 cavallo del bianco · g5 cavallo del bianco · h5 pedone del nero · d4 pedone del nero · f4 re del nero · c3 torre del nero · d3 pedone del nero · g3 torre del bianco · h3 re del bianco · e1 cavallo del nero | d8 alfiere del bianco · e8 donna del bianco · h8 cavallo del nero · f7 pedone del nero · h7 alfiere del bianco · a6 torre del bianco · b6 alfiere del nero · d5 pedone del nero · e5 cavallo del bianco · g5 cavallo del bianco · h5 pedone del nero · d4 pedone del nero · f4 re del nero · c3 torre del nero · d3 pedone del nero · g3 torre del bianco · h3 re del bianco · e1 cavallo del nero | d8 alfiere del bianco · e8 donna del bianco · h8 cavallo del nero · f7 pedone del nero · h7 alfiere del bianco · a6 torre del bianco · b6 alfiere del nero · d5 pedone del nero · e5 cavallo del bianco · g5 cavallo del bianco · h5 pedone del nero · d4 pedone del nero · f4 re del nero · c3 torre del nero · d3 pedone del nero · g3 torre del bianco · h3 re del bianco · e1 cavallo del nero | d8 alfiere del bianco · e8 donna del bianco · h8 cavallo del nero · f7 pedone del nero · h7 alfiere del bianco · a6 torre del bianco · b6 alfiere del nero · d5 pedone del nero · e5 cavallo del bianco · g5 cavallo del bianco · h5 pedone del nero · d4 pedone del nero · f4 re del nero · c3 torre del nero · d3 pedone del nero · g3 torre del bianco · h3 re del bianco · e1 cavallo del nero | d8 alfiere del bianco · e8 donna del bianco · h8 cavallo del nero · f7 pedone del nero · h7 alfiere del bianco · a6 torre del bianco · b6 alfiere del nero · d5 pedone del nero · e5 cavallo del bianco · g5 cavallo del bianco · h5 pedone del nero · d4 pedone del nero · f4 re del nero · c3 torre del nero · d3 pedone del nero · g3 torre del bianco · h3 re del bianco · e1 cavallo del nero | d8 alfiere del bianco · e8 donna del bianco · h8 cavallo del nero · f7 pedone del nero · h7 alfiere del bianco · a6 torre del bianco · b6 alfiere del nero · d5 pedone del nero · e5 cavallo del bianco · g5 cavallo del bianco · h5 pedone del nero · d4 pedone del nero · f4 re del nero · c3 torre del nero · d3 pedone del nero · g3 torre del bianco · h3 re del bianco · e1 cavallo del nero | d8 alfiere del bianco · e8 donna del bianco · h8 cavallo del nero · f7 pedone del nero · h7 alfiere del bianco · a6 torre del bianco · b6 alfiere del nero · d5 pedone del nero · e5 cavallo del bianco · g5 cavallo del bianco · h5 pedone del nero · d4 pedone del nero · f4 re del nero · c3 torre del nero · d3 pedone del nero · g3 torre del bianco · h3 re del bianco · e1 cavallo del nero | 6 |
| 5 | d8 alfiere del bianco · e8 donna del bianco · h8 cavallo del nero · f7 pedone del nero · h7 alfiere del bianco · a6 torre del bianco · b6 alfiere del nero · d5 pedone del nero · e5 cavallo del bianco · g5 cavallo del bianco · h5 pedone del nero · d4 pedone del nero · f4 re del nero · c3 torre del nero · d3 pedone del nero · g3 torre del bianco · h3 re del bianco · e1 cavallo del nero | d8 alfiere del bianco · e8 donna del bianco · h8 cavallo del nero · f7 pedone del nero · h7 alfiere del bianco · a6 torre del bianco · b6 alfiere del nero · d5 pedone del nero · e5 cavallo del bianco · g5 cavallo del bianco · h5 pedone del nero · d4 pedone del nero · f4 re del nero · c3 torre del nero · d3 pedone del nero · g3 torre del bianco · h3 re del bianco · e1 cavallo del nero | d8 alfiere del bianco · e8 donna del bianco · h8 cavallo del nero · f7 pedone del nero · h7 alfiere del bianco · a6 torre del bianco · b6 alfiere del nero · d5 pedone del nero · e5 cavallo del bianco · g5 cavallo del bianco · h5 pedone del nero · d4 pedone del nero · f4 re del nero · c3 torre del nero · d3 pedone del nero · g3 torre del bianco · h3 re del bianco · e1 cavallo del nero | d8 alfiere del bianco · e8 donna del bianco · h8 cavallo del nero · f7 pedone del nero · h7 alfiere del bianco · a6 torre del bianco · b6 alfiere del nero · d5 pedone del nero · e5 cavallo del bianco · g5 cavallo del bianco · h5 pedone del nero · d4 pedone del nero · f4 re del nero · c3 torre del nero · d3 pedone del nero · g3 torre del bianco · h3 re del bianco · e1 cavallo del nero | d8 alfiere del bianco · e8 donna del bianco · h8 cavallo del nero · f7 pedone del nero · h7 alfiere del bianco · a6 torre del bianco · b6 alfiere del nero · d5 pedone del nero · e5 cavallo del bianco · g5 cavallo del bianco · h5 pedone del nero · d4 pedone del nero · f4 re del nero · c3 torre del nero · d3 pedone del nero · g3 torre del bianco · h3 re del bianco · e1 cavallo del nero | d8 alfiere del bianco · e8 donna del bianco · h8 cavallo del nero · f7 pedone del nero · h7 alfiere del bianco · a6 torre del bianco · b6 alfiere del nero · d5 pedone del nero · e5 cavallo del bianco · g5 cavallo del bianco · h5 pedone del nero · d4 pedone del nero · f4 re del nero · c3 torre del nero · d3 pedone del nero · g3 torre del bianco · h3 re del bianco · e1 cavallo del nero | d8 alfiere del bianco · e8 donna del bianco · h8 cavallo del nero · f7 pedone del nero · h7 alfiere del bianco · a6 torre del bianco · b6 alfiere del nero · d5 pedone del nero · e5 cavallo del bianco · g5 cavallo del bianco · h5 pedone del nero · d4 pedone del nero · f4 re del nero · c3 torre del nero · d3 pedone del nero · g3 torre del bianco · h3 re del bianco · e1 cavallo del nero | d8 alfiere del bianco · e8 donna del bianco · h8 cavallo del nero · f7 pedone del nero · h7 alfiere del bianco · a6 torre del bianco · b6 alfiere del nero · d5 pedone del nero · e5 cavallo del bianco · g5 cavallo del bianco · h5 pedone del nero · d4 pedone del nero · f4 re del nero · c3 torre del nero · d3 pedone del nero · g3 torre del bianco · h3 re del bianco · e1 cavallo del nero | 5 |
| 4 | d8 alfiere del bianco · e8 donna del bianco · h8 cavallo del nero · f7 pedone del nero · h7 alfiere del bianco · a6 torre del bianco · b6 alfiere del nero · d5 pedone del nero · e5 cavallo del bianco · g5 cavallo del bianco · h5 pedone del nero · d4 pedone del nero · f4 re del nero · c3 torre del nero · d3 pedone del nero · g3 torre del bianco · h3 re del bianco · e1 cavallo del nero | d8 alfiere del bianco · e8 donna del bianco · h8 cavallo del nero · f7 pedone del nero · h7 alfiere del bianco · a6 torre del bianco · b6 alfiere del nero · d5 pedone del nero · e5 cavallo del bianco · g5 cavallo del bianco · h5 pedone del nero · d4 pedone del nero · f4 re del nero · c3 torre del nero · d3 pedone del nero · g3 torre del bianco · h3 re del bianco · e1 cavallo del nero | d8 alfiere del bianco · e8 donna del bianco · h8 cavallo del nero · f7 pedone del nero · h7 alfiere del bianco · a6 torre del bianco · b6 alfiere del nero · d5 pedone del nero · e5 cavallo del bianco · g5 cavallo del bianco · h5 pedone del nero · d4 pedone del nero · f4 re del nero · c3 torre del nero · d3 pedone del nero · g3 torre del bianco · h3 re del bianco · e1 cavallo del nero | d8 alfiere del bianco · e8 donna del bianco · h8 cavallo del nero · f7 pedone del nero · h7 alfiere del bianco · a6 torre del bianco · b6 alfiere del nero · d5 pedone del nero · e5 cavallo del bianco · g5 cavallo del bianco · h5 pedone del nero · d4 pedone del nero · f4 re del nero · c3 torre del nero · d3 pedone del nero · g3 torre del bianco · h3 re del bianco · e1 cavallo del nero | d8 alfiere del bianco · e8 donna del bianco · h8 cavallo del nero · f7 pedone del nero · h7 alfiere del bianco · a6 torre del bianco · b6 alfiere del nero · d5 pedone del nero · e5 cavallo del bianco · g5 cavallo del bianco · h5 pedone del nero · d4 pedone del nero · f4 re del nero · c3 torre del nero · d3 pedone del nero · g3 torre del bianco · h3 re del bianco · e1 cavallo del nero | d8 alfiere del bianco · e8 donna del bianco · h8 cavallo del nero · f7 pedone del nero · h7 alfiere del bianco · a6 torre del bianco · b6 alfiere del nero · d5 pedone del nero · e5 cavallo del bianco · g5 cavallo del bianco · h5 pedone del nero · d4 pedone del nero · f4 re del nero · c3 torre del nero · d3 pedone del nero · g3 torre del bianco · h3 re del bianco · e1 cavallo del nero | d8 alfiere del bianco · e8 donna del bianco · h8 cavallo del nero · f7 pedone del nero · h7 alfiere del bianco · a6 torre del bianco · b6 alfiere del nero · d5 pedone del nero · e5 cavallo del bianco · g5 cavallo del bianco · h5 pedone del nero · d4 pedone del nero · f4 re del nero · c3 torre del nero · d3 pedone del nero · g3 torre del bianco · h3 re del bianco · e1 cavallo del nero | d8 alfiere del bianco · e8 donna del bianco · h8 cavallo del nero · f7 pedone del nero · h7 alfiere del bianco · a6 torre del bianco · b6 alfiere del nero · d5 pedone del nero · e5 cavallo del bianco · g5 cavallo del bianco · h5 pedone del nero · d4 pedone del nero · f4 re del nero · c3 torre del nero · d3 pedone del nero · g3 torre del bianco · h3 re del bianco · e1 cavallo del nero | 4 |
| 3 | d8 alfiere del bianco · e8 donna del bianco · h8 cavallo del nero · f7 pedone del nero · h7 alfiere del bianco · a6 torre del bianco · b6 alfiere del nero · d5 pedone del nero · e5 cavallo del bianco · g5 cavallo del bianco · h5 pedone del nero · d4 pedone del nero · f4 re del nero · c3 torre del nero · d3 pedone del nero · g3 torre del bianco · h3 re del bianco · e1 cavallo del nero | d8 alfiere del bianco · e8 donna del bianco · h8 cavallo del nero · f7 pedone del nero · h7 alfiere del bianco · a6 torre del bianco · b6 alfiere del nero · d5 pedone del nero · e5 cavallo del bianco · g5 cavallo del bianco · h5 pedone del nero · d4 pedone del nero · f4 re del nero · c3 torre del nero · d3 pedone del nero · g3 torre del bianco · h3 re del bianco · e1 cavallo del nero | d8 alfiere del bianco · e8 donna del bianco · h8 cavallo del nero · f7 pedone del nero · h7 alfiere del bianco · a6 torre del bianco · b6 alfiere del nero · d5 pedone del nero · e5 cavallo del bianco · g5 cavallo del bianco · h5 pedone del nero · d4 pedone del nero · f4 re del nero · c3 torre del nero · d3 pedone del nero · g3 torre del bianco · h3 re del bianco · e1 cavallo del nero | d8 alfiere del bianco · e8 donna del bianco · h8 cavallo del nero · f7 pedone del nero · h7 alfiere del bianco · a6 torre del bianco · b6 alfiere del nero · d5 pedone del nero · e5 cavallo del bianco · g5 cavallo del bianco · h5 pedone del nero · d4 pedone del nero · f4 re del nero · c3 torre del nero · d3 pedone del nero · g3 torre del bianco · h3 re del bianco · e1 cavallo del nero | d8 alfiere del bianco · e8 donna del bianco · h8 cavallo del nero · f7 pedone del nero · h7 alfiere del bianco · a6 torre del bianco · b6 alfiere del nero · d5 pedone del nero · e5 cavallo del bianco · g5 cavallo del bianco · h5 pedone del nero · d4 pedone del nero · f4 re del nero · c3 torre del nero · d3 pedone del nero · g3 torre del bianco · h3 re del bianco · e1 cavallo del nero | d8 alfiere del bianco · e8 donna del bianco · h8 cavallo del nero · f7 pedone del nero · h7 alfiere del bianco · a6 torre del bianco · b6 alfiere del nero · d5 pedone del nero · e5 cavallo del bianco · g5 cavallo del bianco · h5 pedone del nero · d4 pedone del nero · f4 re del nero · c3 torre del nero · d3 pedone del nero · g3 torre del bianco · h3 re del bianco · e1 cavallo del nero | d8 alfiere del bianco · e8 donna del bianco · h8 cavallo del nero · f7 pedone del nero · h7 alfiere del bianco · a6 torre del bianco · b6 alfiere del nero · d5 pedone del nero · e5 cavallo del bianco · g5 cavallo del bianco · h5 pedone del nero · d4 pedone del nero · f4 re del nero · c3 torre del nero · d3 pedone del nero · g3 torre del bianco · h3 re del bianco · e1 cavallo del nero | d8 alfiere del bianco · e8 donna del bianco · h8 cavallo del nero · f7 pedone del nero · h7 alfiere del bianco · a6 torre del bianco · b6 alfiere del nero · d5 pedone del nero · e5 cavallo del bianco · g5 cavallo del bianco · h5 pedone del nero · d4 pedone del nero · f4 re del nero · c3 torre del nero · d3 pedone del nero · g3 torre del bianco · h3 re del bianco · e1 cavallo del nero | 3 |
| 2 | d8 alfiere del bianco · e8 donna del bianco · h8 cavallo del nero · f7 pedone del nero · h7 alfiere del bianco · a6 torre del bianco · b6 alfiere del nero · d5 pedone del nero · e5 cavallo del bianco · g5 cavallo del bianco · h5 pedone del nero · d4 pedone del nero · f4 re del nero · c3 torre del nero · d3 pedone del nero · g3 torre del bianco · h3 re del bianco · e1 cavallo del nero | d8 alfiere del bianco · e8 donna del bianco · h8 cavallo del nero · f7 pedone del nero · h7 alfiere del bianco · a6 torre del bianco · b6 alfiere del nero · d5 pedone del nero · e5 cavallo del bianco · g5 cavallo del bianco · h5 pedone del nero · d4 pedone del nero · f4 re del nero · c3 torre del nero · d3 pedone del nero · g3 torre del bianco · h3 re del bianco · e1 cavallo del nero | d8 alfiere del bianco · e8 donna del bianco · h8 cavallo del nero · f7 pedone del nero · h7 alfiere del bianco · a6 torre del bianco · b6 alfiere del nero · d5 pedone del nero · e5 cavallo del bianco · g5 cavallo del bianco · h5 pedone del nero · d4 pedone del nero · f4 re del nero · c3 torre del nero · d3 pedone del nero · g3 torre del bianco · h3 re del bianco · e1 cavallo del nero | d8 alfiere del bianco · e8 donna del bianco · h8 cavallo del nero · f7 pedone del nero · h7 alfiere del bianco · a6 torre del bianco · b6 alfiere del nero · d5 pedone del nero · e5 cavallo del bianco · g5 cavallo del bianco · h5 pedone del nero · d4 pedone del nero · f4 re del nero · c3 torre del nero · d3 pedone del nero · g3 torre del bianco · h3 re del bianco · e1 cavallo del nero | d8 alfiere del bianco · e8 donna del bianco · h8 cavallo del nero · f7 pedone del nero · h7 alfiere del bianco · a6 torre del bianco · b6 alfiere del nero · d5 pedone del nero · e5 cavallo del bianco · g5 cavallo del bianco · h5 pedone del nero · d4 pedone del nero · f4 re del nero · c3 torre del nero · d3 pedone del nero · g3 torre del bianco · h3 re del bianco · e1 cavallo del nero | d8 alfiere del bianco · e8 donna del bianco · h8 cavallo del nero · f7 pedone del nero · h7 alfiere del bianco · a6 torre del bianco · b6 alfiere del nero · d5 pedone del nero · e5 cavallo del bianco · g5 cavallo del bianco · h5 pedone del nero · d4 pedone del nero · f4 re del nero · c3 torre del nero · d3 pedone del nero · g3 torre del bianco · h3 re del bianco · e1 cavallo del nero | d8 alfiere del bianco · e8 donna del bianco · h8 cavallo del nero · f7 pedone del nero · h7 alfiere del bianco · a6 torre del bianco · b6 alfiere del nero · d5 pedone del nero · e5 cavallo del bianco · g5 cavallo del bianco · h5 pedone del nero · d4 pedone del nero · f4 re del nero · c3 torre del nero · d3 pedone del nero · g3 torre del bianco · h3 re del bianco · e1 cavallo del nero | d8 alfiere del bianco · e8 donna del bianco · h8 cavallo del nero · f7 pedone del nero · h7 alfiere del bianco · a6 torre del bianco · b6 alfiere del nero · d5 pedone del nero · e5 cavallo del bianco · g5 cavallo del bianco · h5 pedone del nero · d4 pedone del nero · f4 re del nero · c3 torre del nero · d3 pedone del nero · g3 torre del bianco · h3 re del bianco · e1 cavallo del nero | 2 |
| 1 | d8 alfiere del bianco · e8 donna del bianco · h8 cavallo del nero · f7 pedone del nero · h7 alfiere del bianco · a6 torre del bianco · b6 alfiere del nero · d5 pedone del nero · e5 cavallo del bianco · g5 cavallo del bianco · h5 pedone del nero · d4 pedone del nero · f4 re del nero · c3 torre del nero · d3 pedone del nero · g3 torre del bianco · h3 re del bianco · e1 cavallo del nero | d8 alfiere del bianco · e8 donna del bianco · h8 cavallo del nero · f7 pedone del nero · h7 alfiere del bianco · a6 torre del bianco · b6 alfiere del nero · d5 pedone del nero · e5 cavallo del bianco · g5 cavallo del bianco · h5 pedone del nero · d4 pedone del nero · f4 re del nero · c3 torre del nero · d3 pedone del nero · g3 torre del bianco · h3 re del bianco · e1 cavallo del nero | d8 alfiere del bianco · e8 donna del bianco · h8 cavallo del nero · f7 pedone del nero · h7 alfiere del bianco · a6 torre del bianco · b6 alfiere del nero · d5 pedone del nero · e5 cavallo del bianco · g5 cavallo del bianco · h5 pedone del nero · d4 pedone del nero · f4 re del nero · c3 torre del nero · d3 pedone del nero · g3 torre del bianco · h3 re del bianco · e1 cavallo del nero | d8 alfiere del bianco · e8 donna del bianco · h8 cavallo del nero · f7 pedone del nero · h7 alfiere del bianco · a6 torre del bianco · b6 alfiere del nero · d5 pedone del nero · e5 cavallo del bianco · g5 cavallo del bianco · h5 pedone del nero · d4 pedone del nero · f4 re del nero · c3 torre del nero · d3 pedone del nero · g3 torre del bianco · h3 re del bianco · e1 cavallo del nero | d8 alfiere del bianco · e8 donna del bianco · h8 cavallo del nero · f7 pedone del nero · h7 alfiere del bianco · a6 torre del bianco · b6 alfiere del nero · d5 pedone del nero · e5 cavallo del bianco · g5 cavallo del bianco · h5 pedone del nero · d4 pedone del nero · f4 re del nero · c3 torre del nero · d3 pedone del nero · g3 torre del bianco · h3 re del bianco · e1 cavallo del nero | d8 alfiere del bianco · e8 donna del bianco · h8 cavallo del nero · f7 pedone del nero · h7 alfiere del bianco · a6 torre del bianco · b6 alfiere del nero · d5 pedone del nero · e5 cavallo del bianco · g5 cavallo del bianco · h5 pedone del nero · d4 pedone del nero · f4 re del nero · c3 torre del nero · d3 pedone del nero · g3 torre del bianco · h3 re del bianco · e1 cavallo del nero | d8 alfiere del bianco · e8 donna del bianco · h8 cavallo del nero · f7 pedone del nero · h7 alfiere del bianco · a6 torre del bianco · b6 alfiere del nero · d5 pedone del nero · e5 cavallo del bianco · g5 cavallo del bianco · h5 pedone del nero · d4 pedone del nero · f4 re del nero · c3 torre del nero · d3 pedone del nero · g3 torre del bianco · h3 re del bianco · e1 cavallo del nero | d8 alfiere del bianco · e8 donna del bianco · h8 cavallo del nero · f7 pedone del nero · h7 alfiere del bianco · a6 torre del bianco · b6 alfiere del nero · d5 pedone del nero · e5 cavallo del bianco · g5 cavallo del bianco · h5 pedone del nero · d4 pedone del nero · f4 re del nero · c3 torre del nero · d3 pedone del nero · g3 torre del bianco · h3 re del bianco · e1 cavallo del nero | 1 |
|   | a | b | c | d | e | f | g | h |   |

Soluzione:
1. Cd7!  (min. 2. De5#)

1... Ac7  2. Tf6#

1... Cg6  2. Dxf7#

1... f6  2. Ce6#

|   | a | b | c | d | e | f | g | h |   |
| 8 | d8 torre del bianco · h8 cavallo del bianco · d6 pedone del bianco · e6 re del nero · e5 pedone del nero · g5 alfiere del bianco · a4 cavallo del bianco · d4 alfiere del nero · e4 alfiere del bianco · h4 re del bianco · f3 pedone del bianco · g3 torre del bianco · h3 pedone del nero · c2 torre del nero | d8 torre del bianco · h8 cavallo del bianco · d6 pedone del bianco · e6 re del nero · e5 pedone del nero · g5 alfiere del bianco · a4 cavallo del bianco · d4 alfiere del nero · e4 alfiere del bianco · h4 re del bianco · f3 pedone del bianco · g3 torre del bianco · h3 pedone del nero · c2 torre del nero | d8 torre del bianco · h8 cavallo del bianco · d6 pedone del bianco · e6 re del nero · e5 pedone del nero · g5 alfiere del bianco · a4 cavallo del bianco · d4 alfiere del nero · e4 alfiere del bianco · h4 re del bianco · f3 pedone del bianco · g3 torre del bianco · h3 pedone del nero · c2 torre del nero | d8 torre del bianco · h8 cavallo del bianco · d6 pedone del bianco · e6 re del nero · e5 pedone del nero · g5 alfiere del bianco · a4 cavallo del bianco · d4 alfiere del nero · e4 alfiere del bianco · h4 re del bianco · f3 pedone del bianco · g3 torre del bianco · h3 pedone del nero · c2 torre del nero | d8 torre del bianco · h8 cavallo del bianco · d6 pedone del bianco · e6 re del nero · e5 pedone del nero · g5 alfiere del bianco · a4 cavallo del bianco · d4 alfiere del nero · e4 alfiere del bianco · h4 re del bianco · f3 pedone del bianco · g3 torre del bianco · h3 pedone del nero · c2 torre del nero | d8 torre del bianco · h8 cavallo del bianco · d6 pedone del bianco · e6 re del nero · e5 pedone del nero · g5 alfiere del bianco · a4 cavallo del bianco · d4 alfiere del nero · e4 alfiere del bianco · h4 re del bianco · f3 pedone del bianco · g3 torre del bianco · h3 pedone del nero · c2 torre del nero | d8 torre del bianco · h8 cavallo del bianco · d6 pedone del bianco · e6 re del nero · e5 pedone del nero · g5 alfiere del bianco · a4 cavallo del bianco · d4 alfiere del nero · e4 alfiere del bianco · h4 re del bianco · f3 pedone del bianco · g3 torre del bianco · h3 pedone del nero · c2 torre del nero | d8 torre del bianco · h8 cavallo del bianco · d6 pedone del bianco · e6 re del nero · e5 pedone del nero · g5 alfiere del bianco · a4 cavallo del bianco · d4 alfiere del nero · e4 alfiere del bianco · h4 re del bianco · f3 pedone del bianco · g3 torre del bianco · h3 pedone del nero · c2 torre del nero | 8 |
| 7 | d8 torre del bianco · h8 cavallo del bianco · d6 pedone del bianco · e6 re del nero · e5 pedone del nero · g5 alfiere del bianco · a4 cavallo del bianco · d4 alfiere del nero · e4 alfiere del bianco · h4 re del bianco · f3 pedone del bianco · g3 torre del bianco · h3 pedone del nero · c2 torre del nero | d8 torre del bianco · h8 cavallo del bianco · d6 pedone del bianco · e6 re del nero · e5 pedone del nero · g5 alfiere del bianco · a4 cavallo del bianco · d4 alfiere del nero · e4 alfiere del bianco · h4 re del bianco · f3 pedone del bianco · g3 torre del bianco · h3 pedone del nero · c2 torre del nero | d8 torre del bianco · h8 cavallo del bianco · d6 pedone del bianco · e6 re del nero · e5 pedone del nero · g5 alfiere del bianco · a4 cavallo del bianco · d4 alfiere del nero · e4 alfiere del bianco · h4 re del bianco · f3 pedone del bianco · g3 torre del bianco · h3 pedone del nero · c2 torre del nero | d8 torre del bianco · h8 cavallo del bianco · d6 pedone del bianco · e6 re del nero · e5 pedone del nero · g5 alfiere del bianco · a4 cavallo del bianco · d4 alfiere del nero · e4 alfiere del bianco · h4 re del bianco · f3 pedone del bianco · g3 torre del bianco · h3 pedone del nero · c2 torre del nero | d8 torre del bianco · h8 cavallo del bianco · d6 pedone del bianco · e6 re del nero · e5 pedone del nero · g5 alfiere del bianco · a4 cavallo del bianco · d4 alfiere del nero · e4 alfiere del bianco · h4 re del bianco · f3 pedone del bianco · g3 torre del bianco · h3 pedone del nero · c2 torre del nero | d8 torre del bianco · h8 cavallo del bianco · d6 pedone del bianco · e6 re del nero · e5 pedone del nero · g5 alfiere del bianco · a4 cavallo del bianco · d4 alfiere del nero · e4 alfiere del bianco · h4 re del bianco · f3 pedone del bianco · g3 torre del bianco · h3 pedone del nero · c2 torre del nero | d8 torre del bianco · h8 cavallo del bianco · d6 pedone del bianco · e6 re del nero · e5 pedone del nero · g5 alfiere del bianco · a4 cavallo del bianco · d4 alfiere del nero · e4 alfiere del bianco · h4 re del bianco · f3 pedone del bianco · g3 torre del bianco · h3 pedone del nero · c2 torre del nero | d8 torre del bianco · h8 cavallo del bianco · d6 pedone del bianco · e6 re del nero · e5 pedone del nero · g5 alfiere del bianco · a4 cavallo del bianco · d4 alfiere del nero · e4 alfiere del bianco · h4 re del bianco · f3 pedone del bianco · g3 torre del bianco · h3 pedone del nero · c2 torre del nero | 7 |
| 6 | d8 torre del bianco · h8 cavallo del bianco · d6 pedone del bianco · e6 re del nero · e5 pedone del nero · g5 alfiere del bianco · a4 cavallo del bianco · d4 alfiere del nero · e4 alfiere del bianco · h4 re del bianco · f3 pedone del bianco · g3 torre del bianco · h3 pedone del nero · c2 torre del nero | d8 torre del bianco · h8 cavallo del bianco · d6 pedone del bianco · e6 re del nero · e5 pedone del nero · g5 alfiere del bianco · a4 cavallo del bianco · d4 alfiere del nero · e4 alfiere del bianco · h4 re del bianco · f3 pedone del bianco · g3 torre del bianco · h3 pedone del nero · c2 torre del nero | d8 torre del bianco · h8 cavallo del bianco · d6 pedone del bianco · e6 re del nero · e5 pedone del nero · g5 alfiere del bianco · a4 cavallo del bianco · d4 alfiere del nero · e4 alfiere del bianco · h4 re del bianco · f3 pedone del bianco · g3 torre del bianco · h3 pedone del nero · c2 torre del nero | d8 torre del bianco · h8 cavallo del bianco · d6 pedone del bianco · e6 re del nero · e5 pedone del nero · g5 alfiere del bianco · a4 cavallo del bianco · d4 alfiere del nero · e4 alfiere del bianco · h4 re del bianco · f3 pedone del bianco · g3 torre del bianco · h3 pedone del nero · c2 torre del nero | d8 torre del bianco · h8 cavallo del bianco · d6 pedone del bianco · e6 re del nero · e5 pedone del nero · g5 alfiere del bianco · a4 cavallo del bianco · d4 alfiere del nero · e4 alfiere del bianco · h4 re del bianco · f3 pedone del bianco · g3 torre del bianco · h3 pedone del nero · c2 torre del nero | d8 torre del bianco · h8 cavallo del bianco · d6 pedone del bianco · e6 re del nero · e5 pedone del nero · g5 alfiere del bianco · a4 cavallo del bianco · d4 alfiere del nero · e4 alfiere del bianco · h4 re del bianco · f3 pedone del bianco · g3 torre del bianco · h3 pedone del nero · c2 torre del nero | d8 torre del bianco · h8 cavallo del bianco · d6 pedone del bianco · e6 re del nero · e5 pedone del nero · g5 alfiere del bianco · a4 cavallo del bianco · d4 alfiere del nero · e4 alfiere del bianco · h4 re del bianco · f3 pedone del bianco · g3 torre del bianco · h3 pedone del nero · c2 torre del nero | d8 torre del bianco · h8 cavallo del bianco · d6 pedone del bianco · e6 re del nero · e5 pedone del nero · g5 alfiere del bianco · a4 cavallo del bianco · d4 alfiere del nero · e4 alfiere del bianco · h4 re del bianco · f3 pedone del bianco · g3 torre del bianco · h3 pedone del nero · c2 torre del nero | 6 |
| 5 | d8 torre del bianco · h8 cavallo del bianco · d6 pedone del bianco · e6 re del nero · e5 pedone del nero · g5 alfiere del bianco · a4 cavallo del bianco · d4 alfiere del nero · e4 alfiere del bianco · h4 re del bianco · f3 pedone del bianco · g3 torre del bianco · h3 pedone del nero · c2 torre del nero | d8 torre del bianco · h8 cavallo del bianco · d6 pedone del bianco · e6 re del nero · e5 pedone del nero · g5 alfiere del bianco · a4 cavallo del bianco · d4 alfiere del nero · e4 alfiere del bianco · h4 re del bianco · f3 pedone del bianco · g3 torre del bianco · h3 pedone del nero · c2 torre del nero | d8 torre del bianco · h8 cavallo del bianco · d6 pedone del bianco · e6 re del nero · e5 pedone del nero · g5 alfiere del bianco · a4 cavallo del bianco · d4 alfiere del nero · e4 alfiere del bianco · h4 re del bianco · f3 pedone del bianco · g3 torre del bianco · h3 pedone del nero · c2 torre del nero | d8 torre del bianco · h8 cavallo del bianco · d6 pedone del bianco · e6 re del nero · e5 pedone del nero · g5 alfiere del bianco · a4 cavallo del bianco · d4 alfiere del nero · e4 alfiere del bianco · h4 re del bianco · f3 pedone del bianco · g3 torre del bianco · h3 pedone del nero · c2 torre del nero | d8 torre del bianco · h8 cavallo del bianco · d6 pedone del bianco · e6 re del nero · e5 pedone del nero · g5 alfiere del bianco · a4 cavallo del bianco · d4 alfiere del nero · e4 alfiere del bianco · h4 re del bianco · f3 pedone del bianco · g3 torre del bianco · h3 pedone del nero · c2 torre del nero | d8 torre del bianco · h8 cavallo del bianco · d6 pedone del bianco · e6 re del nero · e5 pedone del nero · g5 alfiere del bianco · a4 cavallo del bianco · d4 alfiere del nero · e4 alfiere del bianco · h4 re del bianco · f3 pedone del bianco · g3 torre del bianco · h3 pedone del nero · c2 torre del nero | d8 torre del bianco · h8 cavallo del bianco · d6 pedone del bianco · e6 re del nero · e5 pedone del nero · g5 alfiere del bianco · a4 cavallo del bianco · d4 alfiere del nero · e4 alfiere del bianco · h4 re del bianco · f3 pedone del bianco · g3 torre del bianco · h3 pedone del nero · c2 torre del nero | d8 torre del bianco · h8 cavallo del bianco · d6 pedone del bianco · e6 re del nero · e5 pedone del nero · g5 alfiere del bianco · a4 cavallo del bianco · d4 alfiere del nero · e4 alfiere del bianco · h4 re del bianco · f3 pedone del bianco · g3 torre del bianco · h3 pedone del nero · c2 torre del nero | 5 |
| 4 | d8 torre del bianco · h8 cavallo del bianco · d6 pedone del bianco · e6 re del nero · e5 pedone del nero · g5 alfiere del bianco · a4 cavallo del bianco · d4 alfiere del nero · e4 alfiere del bianco · h4 re del bianco · f3 pedone del bianco · g3 torre del bianco · h3 pedone del nero · c2 torre del nero | d8 torre del bianco · h8 cavallo del bianco · d6 pedone del bianco · e6 re del nero · e5 pedone del nero · g5 alfiere del bianco · a4 cavallo del bianco · d4 alfiere del nero · e4 alfiere del bianco · h4 re del bianco · f3 pedone del bianco · g3 torre del bianco · h3 pedone del nero · c2 torre del nero | d8 torre del bianco · h8 cavallo del bianco · d6 pedone del bianco · e6 re del nero · e5 pedone del nero · g5 alfiere del bianco · a4 cavallo del bianco · d4 alfiere del nero · e4 alfiere del bianco · h4 re del bianco · f3 pedone del bianco · g3 torre del bianco · h3 pedone del nero · c2 torre del nero | d8 torre del bianco · h8 cavallo del bianco · d6 pedone del bianco · e6 re del nero · e5 pedone del nero · g5 alfiere del bianco · a4 cavallo del bianco · d4 alfiere del nero · e4 alfiere del bianco · h4 re del bianco · f3 pedone del bianco · g3 torre del bianco · h3 pedone del nero · c2 torre del nero | d8 torre del bianco · h8 cavallo del bianco · d6 pedone del bianco · e6 re del nero · e5 pedone del nero · g5 alfiere del bianco · a4 cavallo del bianco · d4 alfiere del nero · e4 alfiere del bianco · h4 re del bianco · f3 pedone del bianco · g3 torre del bianco · h3 pedone del nero · c2 torre del nero | d8 torre del bianco · h8 cavallo del bianco · d6 pedone del bianco · e6 re del nero · e5 pedone del nero · g5 alfiere del bianco · a4 cavallo del bianco · d4 alfiere del nero · e4 alfiere del bianco · h4 re del bianco · f3 pedone del bianco · g3 torre del bianco · h3 pedone del nero · c2 torre del nero | d8 torre del bianco · h8 cavallo del bianco · d6 pedone del bianco · e6 re del nero · e5 pedone del nero · g5 alfiere del bianco · a4 cavallo del bianco · d4 alfiere del nero · e4 alfiere del bianco · h4 re del bianco · f3 pedone del bianco · g3 torre del bianco · h3 pedone del nero · c2 torre del nero | d8 torre del bianco · h8 cavallo del bianco · d6 pedone del bianco · e6 re del nero · e5 pedone del nero · g5 alfiere del bianco · a4 cavallo del bianco · d4 alfiere del nero · e4 alfiere del bianco · h4 re del bianco · f3 pedone del bianco · g3 torre del bianco · h3 pedone del nero · c2 torre del nero | 4 |
| 3 | d8 torre del bianco · h8 cavallo del bianco · d6 pedone del bianco · e6 re del nero · e5 pedone del nero · g5 alfiere del bianco · a4 cavallo del bianco · d4 alfiere del nero · e4 alfiere del bianco · h4 re del bianco · f3 pedone del bianco · g3 torre del bianco · h3 pedone del nero · c2 torre del nero | d8 torre del bianco · h8 cavallo del bianco · d6 pedone del bianco · e6 re del nero · e5 pedone del nero · g5 alfiere del bianco · a4 cavallo del bianco · d4 alfiere del nero · e4 alfiere del bianco · h4 re del bianco · f3 pedone del bianco · g3 torre del bianco · h3 pedone del nero · c2 torre del nero | d8 torre del bianco · h8 cavallo del bianco · d6 pedone del bianco · e6 re del nero · e5 pedone del nero · g5 alfiere del bianco · a4 cavallo del bianco · d4 alfiere del nero · e4 alfiere del bianco · h4 re del bianco · f3 pedone del bianco · g3 torre del bianco · h3 pedone del nero · c2 torre del nero | d8 torre del bianco · h8 cavallo del bianco · d6 pedone del bianco · e6 re del nero · e5 pedone del nero · g5 alfiere del bianco · a4 cavallo del bianco · d4 alfiere del nero · e4 alfiere del bianco · h4 re del bianco · f3 pedone del bianco · g3 torre del bianco · h3 pedone del nero · c2 torre del nero | d8 torre del bianco · h8 cavallo del bianco · d6 pedone del bianco · e6 re del nero · e5 pedone del nero · g5 alfiere del bianco · a4 cavallo del bianco · d4 alfiere del nero · e4 alfiere del bianco · h4 re del bianco · f3 pedone del bianco · g3 torre del bianco · h3 pedone del nero · c2 torre del nero | d8 torre del bianco · h8 cavallo del bianco · d6 pedone del bianco · e6 re del nero · e5 pedone del nero · g5 alfiere del bianco · a4 cavallo del bianco · d4 alfiere del nero · e4 alfiere del bianco · h4 re del bianco · f3 pedone del bianco · g3 torre del bianco · h3 pedone del nero · c2 torre del nero | d8 torre del bianco · h8 cavallo del bianco · d6 pedone del bianco · e6 re del nero · e5 pedone del nero · g5 alfiere del bianco · a4 cavallo del bianco · d4 alfiere del nero · e4 alfiere del bianco · h4 re del bianco · f3 pedone del bianco · g3 torre del bianco · h3 pedone del nero · c2 torre del nero | d8 torre del bianco · h8 cavallo del bianco · d6 pedone del bianco · e6 re del nero · e5 pedone del nero · g5 alfiere del bianco · a4 cavallo del bianco · d4 alfiere del nero · e4 alfiere del bianco · h4 re del bianco · f3 pedone del bianco · g3 torre del bianco · h3 pedone del nero · c2 torre del nero | 3 |
| 2 | d8 torre del bianco · h8 cavallo del bianco · d6 pedone del bianco · e6 re del nero · e5 pedone del nero · g5 alfiere del bianco · a4 cavallo del bianco · d4 alfiere del nero · e4 alfiere del bianco · h4 re del bianco · f3 pedone del bianco · g3 torre del bianco · h3 pedone del nero · c2 torre del nero | d8 torre del bianco · h8 cavallo del bianco · d6 pedone del bianco · e6 re del nero · e5 pedone del nero · g5 alfiere del bianco · a4 cavallo del bianco · d4 alfiere del nero · e4 alfiere del bianco · h4 re del bianco · f3 pedone del bianco · g3 torre del bianco · h3 pedone del nero · c2 torre del nero | d8 torre del bianco · h8 cavallo del bianco · d6 pedone del bianco · e6 re del nero · e5 pedone del nero · g5 alfiere del bianco · a4 cavallo del bianco · d4 alfiere del nero · e4 alfiere del bianco · h4 re del bianco · f3 pedone del bianco · g3 torre del bianco · h3 pedone del nero · c2 torre del nero | d8 torre del bianco · h8 cavallo del bianco · d6 pedone del bianco · e6 re del nero · e5 pedone del nero · g5 alfiere del bianco · a4 cavallo del bianco · d4 alfiere del nero · e4 alfiere del bianco · h4 re del bianco · f3 pedone del bianco · g3 torre del bianco · h3 pedone del nero · c2 torre del nero | d8 torre del bianco · h8 cavallo del bianco · d6 pedone del bianco · e6 re del nero · e5 pedone del nero · g5 alfiere del bianco · a4 cavallo del bianco · d4 alfiere del nero · e4 alfiere del bianco · h4 re del bianco · f3 pedone del bianco · g3 torre del bianco · h3 pedone del nero · c2 torre del nero | d8 torre del bianco · h8 cavallo del bianco · d6 pedone del bianco · e6 re del nero · e5 pedone del nero · g5 alfiere del bianco · a4 cavallo del bianco · d4 alfiere del nero · e4 alfiere del bianco · h4 re del bianco · f3 pedone del bianco · g3 torre del bianco · h3 pedone del nero · c2 torre del nero | d8 torre del bianco · h8 cavallo del bianco · d6 pedone del bianco · e6 re del nero · e5 pedone del nero · g5 alfiere del bianco · a4 cavallo del bianco · d4 alfiere del nero · e4 alfiere del bianco · h4 re del bianco · f3 pedone del bianco · g3 torre del bianco · h3 pedone del nero · c2 torre del nero | d8 torre del bianco · h8 cavallo del bianco · d6 pedone del bianco · e6 re del nero · e5 pedone del nero · g5 alfiere del bianco · a4 cavallo del bianco · d4 alfiere del nero · e4 alfiere del bianco · h4 re del bianco · f3 pedone del bianco · g3 torre del bianco · h3 pedone del nero · c2 torre del nero | 2 |
| 1 | d8 torre del bianco · h8 cavallo del bianco · d6 pedone del bianco · e6 re del nero · e5 pedone del nero · g5 alfiere del bianco · a4 cavallo del bianco · d4 alfiere del nero · e4 alfiere del bianco · h4 re del bianco · f3 pedone del bianco · g3 torre del bianco · h3 pedone del nero · c2 torre del nero | d8 torre del bianco · h8 cavallo del bianco · d6 pedone del bianco · e6 re del nero · e5 pedone del nero · g5 alfiere del bianco · a4 cavallo del bianco · d4 alfiere del nero · e4 alfiere del bianco · h4 re del bianco · f3 pedone del bianco · g3 torre del bianco · h3 pedone del nero · c2 torre del nero | d8 torre del bianco · h8 cavallo del bianco · d6 pedone del bianco · e6 re del nero · e5 pedone del nero · g5 alfiere del bianco · a4 cavallo del bianco · d4 alfiere del nero · e4 alfiere del bianco · h4 re del bianco · f3 pedone del bianco · g3 torre del bianco · h3 pedone del nero · c2 torre del nero | d8 torre del bianco · h8 cavallo del bianco · d6 pedone del bianco · e6 re del nero · e5 pedone del nero · g5 alfiere del bianco · a4 cavallo del bianco · d4 alfiere del nero · e4 alfiere del bianco · h4 re del bianco · f3 pedone del bianco · g3 torre del bianco · h3 pedone del nero · c2 torre del nero | d8 torre del bianco · h8 cavallo del bianco · d6 pedone del bianco · e6 re del nero · e5 pedone del nero · g5 alfiere del bianco · a4 cavallo del bianco · d4 alfiere del nero · e4 alfiere del bianco · h4 re del bianco · f3 pedone del bianco · g3 torre del bianco · h3 pedone del nero · c2 torre del nero | d8 torre del bianco · h8 cavallo del bianco · d6 pedone del bianco · e6 re del nero · e5 pedone del nero · g5 alfiere del bianco · a4 cavallo del bianco · d4 alfiere del nero · e4 alfiere del bianco · h4 re del bianco · f3 pedone del bianco · g3 torre del bianco · h3 pedone del nero · c2 torre del nero | d8 torre del bianco · h8 cavallo del bianco · d6 pedone del bianco · e6 re del nero · e5 pedone del nero · g5 alfiere del bianco · a4 cavallo del bianco · d4 alfiere del nero · e4 alfiere del bianco · h4 re del bianco · f3 pedone del bianco · g3 torre del bianco · h3 pedone del nero · c2 torre del nero | d8 torre del bianco · h8 cavallo del bianco · d6 pedone del bianco · e6 re del nero · e5 pedone del nero · g5 alfiere del bianco · a4 cavallo del bianco · d4 alfiere del nero · e4 alfiere del bianco · h4 re del bianco · f3 pedone del bianco · g3 torre del bianco · h3 pedone del nero · c2 torre del nero | 1 |
|   | a | b | c | d | e | f | g | h |   |

Soluzione:
1. Cc3!   (min. 2. Ad5+ Rf5 3. Tf8#)
1... Txc3 2. Ae3 ... 3. Tg6#